# Dansk fod
En fod er 12 tommer.
En dansk tomme er 26,1545 mm.
En fod er således 313,854 mm eller 0,3139 m.
Ifølge stadig gældende lov nr. 153 af 8. juni 1912 skal en tomme sættes til 2,6 cm og en fod til 0,314 meter ved omregning. Forholdet mellem disse to tal er ikke helt 12, det er ca. 12,077.